# Río Waldnaab
El río Waldnaab es un río que fluye por la región de Alto Palatinado, en el estado de Baviera (Alemania), en dirección sur a lo largo de 99 kilómetros, hasta unirse al río Fichtelnaab con el que forma el río Naab, el cual es un afluente izquierdo del Danubio.